# IEEE 1667
IEEE 1667은 전기 전자 기술자 협회(IEEE)가 공표하고 유지하는 표준이며, USB 플래시 메모리와 같은 임시 저장장치의 자격증명을 위한 다양한 방법을 기술한다.
이 표준은 주로 USB 메모리, 외장 하드 디스크, 휴대폰 등의 임시저장장치와 호스트 간의 연결에 필요한 보안 자격증명을 위한 프로토콜을 정의한다. 네트워크 연결에 사용되는 기기들과 다르게 어드레싱을 사용하지 않으며, WUSB와 같은 점대점 무선 연결에서 이 표준을 준수한다.